# Usedlost čp. 9 (Hlince)
Usedlost čp. 9 na návsi v Hlincích v okrese Plzeň-sever pochází z 19. století a sousedí s památkově chráněnou usedlostí čp. 8. Jedná se o klasický příklad venkovského roubeného statku. 3. května 1958 byl objekt prohlášen kulturní památkou. Od 22. září 1995 je součástí venkovské památkové zóny.

## Historie a popis
Obytné roubené stavení, doklad lidové architektury na Chříčsku z 19. století, zastřešené sedlovou střechou s eternitem a ve směru do dvora s podávacím střešním vikýřem, ukrývá ve svém interiéru světnici s trámovým stropem. Štít budovy ve tvaru klasu je pobitý lištami. Roku 2006 prošel objekt generální rekonstrukcí, při které bylo obměněny roubené prvky a okna vyměněna za věrné repliky. V budovách bývalých chlévů, na něž se nevztahuje památková ochrana a které byly kryty bobrovkou, se nachází prostory zaklenuté plackovými poli.